# 獨立報 (英國)
《獨立報》（英語：The Independent）是由Tony O'Reilly出版的一份英國報纸。和保守派的泰晤士報及中間偏左的衛報相比。

## 歷史

### 1990年至今
2009年《獨立報》的發行量下跌7.2%，只發行了18.6557萬份，虧損1240萬英鎊。
2010年3月27日前蘇聯KGB情報員列別傑夫（Alexander Lebedev）旗下公司獨立印刷有限公司（IPL），以象徵性的1英鎊買下英國《獨立報》及《周日獨立報》。
2016年2月12日，獨立報在官網發表聲明，其最後一刊印刷版將在同年3月26日發行，之後獨立報將轉為純線上新聞網站，不再發行實體版，獨立報將被賣給约翰斯顿出版社（Johnston Press），並將裁員一部份員工。